# Abierto Mexicano Telcel 2013
Abierto Mexicano Telcel 2013 byl společný tenisový turnaj mužského okruhu ATP World Tour a ženského okruhu WTA Tour, hraný v areálu Fairmont Acapulco Princess na otevřených antukových dvorcích. Konal se mezi 25. únorem až 2. březnem 2013 v mexickém Acapulcu jako 20. ročník turnaje.
Mužská polovina se řadila do kategorie ATP World Tour 500 a její dotace činila 1 353 550 amerických dolarů. Ženská polovina hraná s rozpočtem 235 000 dolarů byla součástí kategorie WTA International Tournaments.

## Distribuce bodů a finančních odměn

### Distribuce bodů
| Soutěž       | Vítězové | F   | SF  | ČF | 16 v kole | 32 v kole | Q  | Q3 | Q2 | Q1 |  |
| ------------ | -------- | --- | --- | -- | --------- | --------- | -- | -- | -- | -- |  |
| dvouhra mužů | 500      | 300 | 180 | 90 | 45        | 0         | 20 | —  | 10 | 0  |  |
| čtyřhra mužů | 500      | 300 | 180 | 90 | 0         |           |    |    |    |    |  |
| dvouhra žen  | 280      | 200 | 130 | 70 | 30        | 1         | 16 | 10 | 6  | 1  |  |
| čtyřhra žen  | 280      | 200 | 130 | 70 | 1         |           |    |    |    |    |  |

### Finanční odměny
| Soutěž         | Vítězové | F        | SF      | ČF      | 16 v kole | 32 v kole | Q3   | Q2   | Q1   |
| -------------- | -------- | -------- | ------- | ------- | --------- | --------- | ---- | ---- | ---- |
| dvouhra mužů   | $300 000 | $126 000 | $55 500 | $25 750 | $12 250   | $6 400    | —    | $950 | $525 |
| čtyřhra mužů * | $86 200  | $38 900  | $18 340 | $8 860  | $4 550    |           |      |      |      |
| dvouhra žen    | $37 000  | $19 000  | $10 200 | $5 340  | $2 950    | $1 725    | $950 | $700 | $500 |
| čtyřhra žen *  | $11 500  | $6 000   | $3 200  | $1 700  | $900      |           |      |      |      |

* na pár

## Dvouhra mužů

### Nasazení
| Stát      | Hráč               | ATP1) | Nasazení |
| --------- | ------------------ | ----- | -------- |
| Španělsko | David Ferrer       | 4.    | 1.       |
| Španělsko | Rafael Nadal       | 5.    | 2.       |
| Španělsko | Nicolás Almagro    | 11.   | 3.       |
| Švýcarsko | Stanislas Wawrinka | 17.   | 4.       |
| Rakousko  | Jürgen Melzer      | 27.   | 5.       |
| Brazílie  | Thomaz Bellucci    | 38.   | 6.       |
| Francie   | Benoît Paire       | 39.   | 7.       |
| Argentina | Horacio Zeballos   | 41.   | 8.       |

- 1) Žebříček ATP k 18. únoru 2013.[1]

### Jiné formy účasti
Následující hráčí obdrželi divokou kartu do hlavní soutěže:
- Daniel Garza
- César Ramírez
- Miguel Ángel Reyes-Varela

Následující hráči postoupili z kvalifikace:
- Martín Alund
- Dušan Lajović
- Wayne Odesnik
- Diego Schwartzman
  -  Antonio Veić – jako šťatný poražený

### Odhlášení
- Jérémy Chardy
- Juan Mónaco
- Albert Ramos
- Fernando Verdasco

## Mužská čtyřhra

### Nasazení
| Stát     | Hráč              | Stát          | Hráč               | ATP1  | Nasazení |
| Country  | Player            | Country       | Player             | Rank1 | Seed     |
| -------- | ----------------- | ------------- | ------------------ | ----- | -------- |
| Rakousko | Alexander Peya    | Brazílie      | Bruno Soares       | 42.   | 1.       |
| Polsko   | Łukasz Kubot      | Španělsko     | David Marrero      | 51.   | 2.       |
| Mexiko   | Santiago González | Spojené státy | Scott Lipsky       | 66.   | 3.       |
| Rakousko | Jürgen Melzer     | Německo       | Philipp Petzschner | 76.   | 4.       |

- 1 Žebříček ATP k 18. únoru 2013; číslo je součtem žebříčkového postavení obou členů páru.

### Jiné formy účasti
Následující páry obdržely divokou kartu do hlavní soutěže:
- Miguel Gallardo Valles /  César Ramírez
- Daniel Garza /  Miguel Ángel Reyes-Varela

Následující pár nastoupil do hlavní soutěže z pozice náhradníka:
- Potito Starace /  Filippo Volandri

### Odhlášení
- Jérémy Chardy
- Albert Ramos
- Fernando Verdasco

## Ženská dvouhra

### Nasazení
| Stát       | Hráčka                      | WTA1) | Nasazení |
| ---------- | --------------------------- | ----- | -------- |
| Itálie     | Sara Erraniová              | 7.    | 1.       |
| Španělsko  | Carla Suárezová Navarrová   | 28.   | 2.       |
| Francie    | Alizé Cornetová             | 36.   | 3.       |
| Rumunsko   | Irina-Camelia Beguová       | 45.   | 4.       |
| Nizozemsko | Kiki Bertensová             | 47.   | 5.       |
| Itálie     | Francesca Schiavoneová      | 53.   | 6.       |
| Španělsko  | Lourdes Domínguezová Linová | 54.   | 7.       |
| Švýcarsko  | Romina Oprandiová           | 57.   | 8.       |

- 1) Žebříček WTA k 18. únoru 2013.[2]

### Jiné formy účasti
Následující hráčky obdržely divokou kartu do hlavní soutěže:
- Eugenie Bouchardová
- Catalina Castañová
- María José Martínezová Sánchezová
- Grace Minová
  -  Sharon Fichmanová – jako šťatná poražená

### Odhlášení
- Sofia Arvidssonová
- Edina Gallovitsová-Hallová
- Polona Hercogová
- Arantxa Rusová
- Anna Tatišviliová
- Věra Zvonarevová

### Skrečování
- Irina-Camelia Beguová
- María Teresa Torrová Florová

## Ženská čtyřhra

### Nasazení
| Stát        | Hráčka                      | Stát          | Hráčka                       | WTA1 | Nasazení |
| ----------- | --------------------------- | ------------- | ---------------------------- | ---- | -------- |
| Lucembursko | Mandy Minellaová            | Spojené státy | Megan Moultonová-Levyová     | 144. | 1.       |
| Česko       | Eva Birnerová               | Česko         | Renata Voráčová              | 146. | 2.       |
| Španělsko   | Inés Ferrerová Suárezová    | Španělsko     | María José Martínez Sánchez  | 164. | 3.       |
| Španělsko   | Lourdes Domínguezová Linová | Španělsko     | Arantxa Parraová Santonjaová | 174. | 4.       |

- 1 Žebříček WTA k 18. únoru 2013; číslo je součtem žebříčkového postavení obou členek páru.

### Jiné formy účasti
Následující páry obdržely divokou kartu do hlavní soutěže:
- Ximena Hermosová /  Ana Sofía Sánchezová
- Victoria Rodríguezová /  Marcela Zacaríasová

## Přehled finále

### Mužská dvouhra
- Rafael Nadal vs.  David Ferrer, 6–0, 6–2

### Ženská dvouhra
- Sara Erraniová vs.  Carla Suárezová Navarrová, 6–0, 6–4

### Mužská čtyřhra
- Łukasz Kubot /  David Marrero vs.  Simone Bolelli /  Fabio Fognini, 7–5, 6–2

### Ženská čtyřhra
- Lourdes Domínguezová Linová /  Arantxa Parraová Santonjaová vs.  Catalina Castañová /  Mariana Duqueová Mariñová, 6–4, 7–6(7–1)